# Joseph F. Traub
Joseph Frederick Traub (* 24. Juni 1932 in Karlsruhe; † 24. August 2015 in Santa Fe (New Mexico), Vereinigte Staaten) war ein deutsch-US-amerikanischer Mathematiker und Hochschullehrer.

## Kindheit, Jugend und Ausbildung
Joseph Traub war das Kind des Bankangestellten Leo Traub und der Mina Nussbaum. Im Jahr 1939, Traub war 7 Jahre alt, gelang es seinen Eltern gerade noch mit ihm dem nationalsozialistischen Regime in Deutschland zu entkommen und nach New York City, USA zu fliehen. Die meisten seiner Verwandten, die zögerten zu fliehen, wurden in den deutschen Konzentrationslagern ermordet.
Traub interessierte sich von Kindheit an für Mathematik und das Lösen von Problemen. Er besuchte die Bronx High School of Science und das City College of New York, wo er Abschlüsse in Mathematik und Physik erwarb. 1954 begann er ein Studium an der Columbia University, entdeckte jedoch schnell, angeregt durch einen Kommilitonen, die IBM Watson Scientific Computing Laboratories und ihre Computer direkt neben dem Campus der Columbia-Universität. Die Columbia-Universität selbst hatte damals noch keine Computer. Er bekam bei IBM eine Stelle mit unbegrenzter Rechenzeit auf den IBM-Computern. Nachdem sein erster Vorschlag, ein Schachprogramm zu entwickeln, abgelehnt wurde, entwickelte er innerhalb von sechs Monaten ein Programm, mit dem er den Grundenergiezustand eines Heliumatoms auf vier Dezimalstellen genau berechnete. Damit promovierte er 1959 in der Abteilung für Angewandte Mathematik der Columbia-Universität.

## Beruf
In den 1960er Jahren arbeitete Traub bei den Bell Laboratories. Dann war er Dozent an der University of Washington. 1971 wurde er als Nachfolger von Alan J. Perlis zum Leiter der Computer-Abteilung (Computer Science Department, CSD) an die Carnegie Mellon University berufen, die er von 10 auf 50 Mitarbeiter aufbaute. 1979 ging er zurück an die Columbia University, wo er ebenfalls eine Computer-Abteilung aufbaute. Dazu warb er von IBM zunächst 600.000 Dollar Fördergelder ein und später noch einmal 4 Millionen Dollar. Innerhalb eines Jahres konnte er mit seiner Abteilung eine Bachelor- und Master-Ausbildung anbieten und auch Doktoranden betreuen. Er leitete diese Abteilung bis 1989.

## Forschungsinteressen
Traub forschte auf dem Gebiet der Komplexitätstheorie. Er untersuchte und entwickelte optimale Algorithmen zur Lösung komplexer Probleme, darunter den Jenkins-Traub-Algorithmus (1970), den Kung-Traub-Algorithmus, den Brent-Traub-Algorithmus und den Shaw-Traub-Algorithmus, die nach ihm benannt sind. Er war einer der Ersten, die das Problem formulierten, bei zahlreichen Lösungsmöglichkeiten das optimale Lösungsverfahren zu finden. In seinen letzten Lebensjahren beschäftigte Traub sich auch mit Quantencomputern und Quantenalgorithmen.
Traub hat mehr als 300 Publikationen und einen h-Index von 42.

## Ämter, Engagement
Traub gründete 1985 das Journal of Complexity.
1986 gründete er das Computer Science and Technology Board (CSTB) des National Research Council (NRC) und war von 1986 bis 1992, 2005 und 2009 dessen Vorsitzender.
Jeden Sommer verbrachte Traub einige Zeit am Santa Fe Institute, wo er Vorlesungen hielt, Workshops organisierte und die interdisziplinäre Zusammenarbeit förderte.
Seit 1991 organisierte Traub zusammen mit Erich Novak und Henryk Woźniakowski alle zwei bis vier Jahre im Leibniz-Zentrum für Informatik auf Schloss Dagstuhl Tagungen zum Thema Algorithms and Complexity of Continuous Problems. Diese Tagungen wurden nach Traubs Tod von anderen Wissenschaftlern fortgeführt. Die Berichte über diese Tagungen gab er heraus. Sie sind frei abrufbar.

## Preise, Anerkennung
Traub wurde 1985 zum Mitglied der National Academy of Engineering gewählt. 1991 gewann er die Emanuel-Piore-Goldmedaille des Institute of Electrical and Electronics Engineers (IEEE) und 1992 den Distinguished Service Award der Computing Research Association (CRA). Er war Fellow der Association for Computing Machinery (ACM), der American Association for the Advancement of Science (AAAS), der Society for Industrial and Applied Mathematics (SIAM) und der New York Academy of Sciences (NYAS). Traub war Edwin-Howard-Armstrong-Professor für Computerwissenschaft. 1993 wurde er von der Accademia Nazionale dei Lincei für die Lezione Lincee (6 Vorlesungen) ausgewählt. 1999 gewann er den Mayor's Award for Excellence in Science and Technology der ihm von Rudy Giuliani, damals Bürgermeister von New York, verliehen wurde.
Nach Traub ist der Joseph-F.-Traub-Preis benannt, der seit 1999 jährlich für hervorragende Arbeiten auf dem Gebiet der informationsbasierten Komplexität (Information-based complexity, IBC) vom Journal of Complexity, Verlag Elsevier, verliehen wird. Er wurde ursprünglich 1999 unter dem Namen Prize for Achievement in Information-Based Complexity (IBC-Preis) von Traub gestiftet und 2016, nach dem Tode Traubs, in Joseph-F.-Traub-Preis umbenannt. Der Preis ist mit 3000 Dollar dotiert.

## Liste der Joseph-F.-Traub-Preistraeger (bis 2016: IBC-Preis)
- 1999: Erich Novak, Friedrich-Alexander-Universität Erlangen-Nürnberg
- 2000: Sergei Pereverzev, Nationale Akademie der Wissenschaften der Ukraine
- 2001: Grzegorz Włodzimierz Wasilkowski, University of Kentucky
- 2002: Stefan Heinrich, Rheinland-Pfälzische Technische Universität Kaiserslautern-Landau
- 2003: Arthur G. Werschulz, Fordham University
- 2004: Peter Mathé, Weierstraß-Institut für Angewandte Analysis und Stochastik
- 2005: Ian Hugh Sloan, University of New South Wales
- 2006: Leszek Plaskota, Universität Warschau
- 2007: Klaus Ritter, Technische Universität Darmstadt
- 2008: Anargyros Papageorgiou, Columbia University
- 2009: Thomas Müller-Gronbach, Universität Passau
- 2010: Bolesław Zygmunt Kacewicz, Jagiellonen-Universität
- 2011: Aicke Hinrichs, Friedrich-Schiller-Universität Jena
- 2011: Krzysztof Sikorski (Special IBC-Preis), University of Utah
- 2012: Michael Gnewuch, Christian-Albrechts-Universität zu Kiel
- 2013: Josef Dick, University of New South Wales, und Friedrich Pillichshammer, Universität Linz
- 2014: Frances Kuo, University of New South Wales
- 2015: Peter Kritzer, Universität Linz
- 2016: Fred J. Hickernell, Illinois Institute of Technology
- 2017: Thomas Kühn, Universität Leipzig und Winfried Sickel, Friedrich-Schiller-Universität Jena
- 2018: Paweł Przybyłowicz, Jagiellonen-Universität
- 2019: Jan Vybíral, Tschechische Technische Universität Prag
- 2020: Heping Wang, Universität Peking und Guiqiao Xu, Pädagogische Universität Tianjin
- 2021: Wladimir Nikolajewitsch Temljakow, Lomonossow-Universität Moskau, Mario Ullrich, Universität Linz, und Tino Ullrich, Technische Universität Chemnitz
- 2022: Arnulf Jentzen, Universität Münster
- 2023: Dmitriy Bilyk, University of Minnesota und Feng Dai, University of Alberta[9]

## Familie
Traub war in erster Ehe verheiratet mit Susanne Gottesmann, sie hatten zwei Kinder. Nach der Scheidung heiratete er 1969 die Journalistin und Schriftstellerin Pamela McCorduck (1940–2021).

## Veröffentlichungen (Auswahl)
- Mit Erich Novak, Ian Hugh Sloan, Henryk Woźniakowski: Essays on the Complexity of Continuous Problems,  EMS Press, 2009, ISBN 978-3-03719-069-2
- Information-based complexity, 2003, Encyclopedia of Computer Science
- Mit Arthur G Werschulz: Complexity and information, 1998, Cambridge University Press, Band 26862
- Iterative methods for the solution of equations, 1982, American Mathematical Soc., Band 312
- Mit Henryk Woźniakowski: A general theory of optimal algorithms, 1980, Academic Press

## Als Herausgeber
- Mit  Barbara J. Grosz: Annual Review of Computer Science, Annual Reviews Inc., 1990, ISBN 978-0-8243-3204-4
- Annual Review of Computer Science, Palo Alto, Annual Reviews, 1988
- Mit Barbara J. Grosz, Butler W. Lampson, Nils J. Nilsson: Annual Review of Computer Science, Annual Reviews Inc., 1987, ISBN 978-0-8243-3202-0
- Annual Review of Computer Science, Annual Reviews Inc.,U.S.; Ex-library Edition, 1986, ISBN 978-0-8243-3201-3